# Enric Arenós Cortés
Enric Arenós Cortés conocido como Quique o Quique Arenós (Villarreal, 28 de febrero de 1941) es un humorista gráfico, ilustrador y maestro español.

## Biografía
Nacido en la localidad castellonense de Villarreal, Enric Arenós, es un humorista gráfico de larga trayectoria que ha combinado esta actividad con la de maestro de primaria. Después de publicar desde el año 1956 viñetas humorísticas en varias revistas, se inició profesionalmente en el mensual Valencia Cultural, en 1960.
A lo largo de su carrera ha publicado en más de 100 revistas y diarios. Ha pasado por medios como los diarios El Correo de Andalucía, Ya, Pueblo, Aragón Expres, Las Provincias (junto a Vicent Andrés Estellés) y, especialmente, el diario Mediterráneo de Castellón, así como en las revistas La Actualidad Española, Valencia Fruits, Cuadernos para el Diálogo, Tiempo, Vida Nueva, La Jaula, Cáritas, Messaggero di Sant'Antonio (Italia), Pronto, Familia Cristiana, Hoja del Lunes (Zaragoza y Madrid), Almanaque Agromán, Escuela, Nuestra Ciudad, Our Sunday Visitor (USA), La Estafeta Literaria, Cinestudio, Vía Libre, Sociedad/Familia, El Cocodrilo Leopoldo, Crítica, Ama, Balalaika, Antena Semanal, La Golondriz, Nexotur, Tráfico y Seguridad Vial, Antena TV, Misioneros, Catalunya Cristiana, El Churro Ilustrado... Además, Enric Arenós es autor de libros como Sin censura eclesiástica (1974), Sálvese quien pueda (1993), Castelló(n) (1995), Molt fràgil 2000),  Pobres ricos (2001), Tico el agnóstico (2004), De Norte a Sur (y Dios en medio) (2007), La escuela vista con humor (2009), La vida vista con humor (2011), 60 anys dibuixant humor (2016), La Biblia vista con humor (2020), Castelló amb humor (2022), Una altra història de Vila-real amb humor (2024) y Los evangelios vistos con humor (2024) [3]
Ha sido galardonado con los premios Salón Nacional del Humor de Ciudadela(1971), Olimpiada Internacional del Humor de Valencia (1972), Primer Accésit Paleta Agromán (1979), Premio Mingote del diario ABC (2010), la Distinción de la Generalidad Valenciana al Mérito Cultural (2017), Notario del Humor de la Universidad de Alicante (2018), Medalla de Oro de la ciudad de Villarreal (2022) y su obra ha sido seleccionada en concursos internacionales de humor de Canadá, Grecia, Italia, Bélgica y Bulgaria, así como en diversos catálogos y antologías.  Enric Arenós, Quique, ha donado al Archivo Municipal de Villarreal toda su producción, que asciende a más de 30.000 viñetas, todas ellas realizadas entre 1956 y 2020.[4]